# Adolfo Norberto Lopes
Adolfo Norberto Lopes (Vimioso, Vimioso, 30 de setembro de 1900 — Linda-a-Velha, Carnaxide, Oeiras, 25 de agosto de 1989), mais conhecido por Norberto Lopes, foi um jornalista e escritor português. Tem uma biblioteca com o seu nome em Vimioso.

## Biografia
Nasceu a 30 de setembro de 1900 e foi batizado primeiro em casa, por se encontrar em perigo de vida, e depois oficialmente na igreja da freguesia de Vimioso, a 29 de outubro de 1900, como filho de José Augusto Lopes, escrivão do juiz de direito da comarca de Vimioso, natural de Vimioso (freguesia de Carção), e de Inocência da Natividade de Morais Carvalho, doméstica, natural da freguesia e concelho de Vimioso.
Licenciado em Direito pela Universidade de Lisboa, em 1917, dedicou-se ao jornalismo e à escrita.
Começou a sua atividade profissional no jornal O Século.
Em 1921 fundou, juntamente com Pinto Quartim, o jornal Última Hora, de publicação efémera (16 de fevereiro de 1921 a 3 de março de 1921). Também se encontra colaboração da sua autoria na revista O domingo ilustrado (1925-1927) e no Boletim do Sindicato Nacional dos Jornalistas  (1941-1945).
Em abril de 1946, casou em Vimioso com Maria Emília Vieira.
Entra para a redação do Diário de Lisboa, onde desenvolve a sua atividade jornalística, e de que foi diretor entre 1956 e 1967.
Em 1967 é um dos fundadores do diário vespertino A Capital, que dirige até 1970.
A 14 de abril de 1982, foi agraciado com o grau de Grande-Oficial da Ordem da Liberdade.
Morreu a 25 de agosto de 1989, na freguesia de Carnaxide, concelho de Oeiras, mais especificamente no lugar de Linda-a-Velha, então pertencente à freguesia de Carnaxide.

## Algumas obras
- A Filha de Lázaro (1922)
- O Crime de Augusto Gomes (com Artur Portela) (1924)
- A Cruz de Brilhantes (1923)
- O Cruzeiro do Sul (1923)
- Exilado de Bougie (1942)
- Perfil de Teixeira Gomes (1942)
- Emigrantes (1964)
- Visado pela Censura: A Imprensa, Figuras, Evocações da Ditadura à Democracia (1975)
- Sarmento Pimentel ou uma Geração Traída: Diálogos com o Capitão Sarmento Pimentel (1976)
- Alexandre Ferreira, no Centenário do seu Nascimento (1977)
- A Magnífica aventura de Gago Coutinho e Sacadura Cabral (1978)
- Perfil do Jornalista Joaquim Manso (1979)
- A Posição Espiritual de Guerra Junqueiro (1980)
- A Crise do Livro em Portugal (1982)